# Ерофалов, Борис Леонидович
Борис Леонидович Ерофалов-Пилипчак (16.05.1960) — архитектор, журналист, главный редактор архитектурного журнала«А+С», академик Украинской академии архитектуры (2007), лауреат Государственной премии Украины в области архитектуры (2006, 2015), профессор Международной академии архитектуры (2007). Автор псевдонаучных гипотез и фальсификатор.
Закончил киевскую среднюю школу № 24 "имени Покорителей Космоса" (1967-1977). Архитекторский помощник в АКМ-1 проектного института Гипрогражданпромстрой (Киев, 1977-1978). Архитектурный факультет Киевского художественного института (1978-1984). Архитектор в Управлении генерального плана, Киевпроект (1984-1986). Курсант на курсах шифрования в/ч 23290, рядовой, Калужская область (1984-1985). Научный сотрудник киевского НИИ теории и истории архитектуры (1986-1987). Аспирантура ЦНИИ теории и истории архитектуры (Москва, 1986-1990). Участник методологического движения Г. П. Щедровицкого — киевский кружок, возглавляемый Александром Прокофьевичем Зинченко, в составе с В. А. Никитиным, С. А. Сёминым, В. Л. Авксентьевым (с 1986). Участвовал в проектировании Международной академии бизнеса и банковского дела (Тольятти, 1994-1997), читал собственный курс "Региональный анализ и планирование на Кафедре финансового проектирования. Graduate School of Banking (Boulder, Colorado,1994). Учредитель, издатель и главный редактор архитектурного журнала А.С.С (1995). В 2004 году журнал переименован в "А+С".
Учителями почитает Игоря Феодосиевича Осьмачко, Юрия Сергеевича Асеева, Александра Прокофьевича Зинченко.
В рамках издательского дома А.С.С / А+С издал более сотни книг, во многих  выступил редактором и составителем. Библиография авторских статей, опубликованная в книге "Символы архитектуры" (2016), насчитывает более 860 статей, интервью, очерков, архитектурно-критических эссе. Автор четырех поэтических сборников "Э und Є" (1997), "Цикада" (1998), "И Солнце" (1999), "Каменщик" (2008) и более двадцати книг.
Архитектурное кредо изложил в архитектурном манифесте "Неотектонизм" (2012), издано отдельной брошюрой на английском "Neotectonism: For Sale or For Life" (Киев / Белград, 2013): "...архитектура должна "пребывать". Спокойно и устойчиво. Дабы не превращать Богом данную гармонию подлунного мира в подобие инфернальных пространств — без верха и низа, без "право" и "лево", т. е. пространств, в которых всё "перевернуто с ног на голову". В этом отношении одним из лучших лекарств является старая ордерная школа. Она собственно и выросла вокруг понятия "тектоника", то есть "устроение". Что, в свою очередь, означало во всяких построениях зодчего "весомого" жеста, естественной "простоты", структурности, взаимосвязности и соразмерности".
Является автором антинаучной гипотезы, которая не выдерживает академической критики, о римском поселении на месте современного Киева.

## Публикации

### Книги
- Серёгин: Проекты, концепции, замыслы / Под ред. действ. чл. Украинской акад. архитектуры Б. Л. Ерофалова. — К.: А+С, 2018. — 352 с., ил. — ISBN 978-617-7533-36-7
- Римский Киев, или Castrum Azagarium на Киево-Подоле. — K. : A+C, 2017. — 468 с.: ил. — ISBN 978-966-8613-60-9
- Символы архитектуры, или Нумерологическое испытание архитектурной формы. — K. : A+C, 2016. — 576 с.: 242 ил. — Библиогр.: с. 490–575. — ISBN 978-966-8613-58-6
- Kiev Otherwhere. Киев которого никогда не было. Киев каким он был. Киев каким он мог бы быть / сост.: Б. Л. Ерофалов, А. Г. Шалыгин. — K. : A+C, 2014. — 396 с.: ил. — Загл. и текст парал. рус., англ. — ISBN 978-966-8613-55-5.
- Архитектурный атлас Киева: С десятью историческими картами, 294 оригинальными фотографиями и архивными иллюстрациями. — К.: А+С, 2013. — 352 с., ил. — С англ. переводом: с. 294–351. — ISBN 978-966-8613-52-4
- Boris Erofaloff. Neotectonism: For Sale or For Life? — Kiev / Belgrade, 2013. — 28 p. — ISBN 978-966-8613-51-7
- 21. 21 архитектурный объект за 21 год независимой Украины / Сост. Б. Ерофалов.— К.: А+С; НСАУ, 2012. — 24 с. — ISBN 978-966-8613-48-7
- Архитектурное бюро «Ю. Серёгин» / Под ред. действ. чл. Украинской акад. архитектуры Б. Л. Ерофалова. — К. : А+С, 2011. — 300 с. : фотоил. — ISBN 978-966-8613-46-3
- Борис Ерофалов-Пилипчак. Архитектура советского Киева. — К. : Издательский дом А+С, 2010. — 640 с.: ил. — ISBN 978-966-8613-53-1[5]
- Архитектор Валентин Исак / Сост. Б. Л. Ерофалов. — К.: А+С, 2010. — 152 с., ил. — ISBN 978-966-8613-45-6
- 20×20. 20 век, Киев: 20 великих архитекторов и один Хаустов / Сост. Б. Ерофалов. — К.: А+С, 2010. — ISBN 978-966-8613-43-2
- Глаss архитектуры. — К. : А+С, 2009. — 368 с., ил. — ISBN 966-8613-26-0[6]
- Александр Дольник / Alexander Dolnik // Под ред. действ. чл. Украинской акад. архитектуры Б. Л. Ерофалова. — К. : А+С, 2009. — 280 с., ил. — ISBN 966-8613-39-2
- Обелиск: Опыт культурологического исследования в области истории архитектурной формы. — К.: А+С, 2009. — 116 с.: ил. — ISBN 966-8613-40-6
- Каменщик: Собрание виршей в трех томах с одним современным дополнением. — К. : Издательский дом А+С, 2008. — 120 с. — ISBN 966-8613-33-3[7]
- Антон Мазафака. Чумайдан: Архитектурные пьесы для барабалалаечника с оркестром / Литературная обработка Б. Ерофалова и В. Заплатникова. — К.: Издательский дом А+С, 2006. — 96 с.: ил.
- Сто тостов об архитектуре. — К. : Издательский дом А+С, 2007. — 112 с. — ISBN 966-8613-28-7
- Девять лет А. С.С: Концепции. Манифесты. Обращения. — К. : Издательский дом А. С.С, 2004. — 432 с. — Библиогр.: с. 408–410. — ISBN 966-8613-01-5
- Постсоветский город — К.; Тольятти : А. С. С, НИИТИАГ, 2002. — 112 с.: ил. — ISBN 966-7452-40-9
- Оперативная логика: В двенадцати частях. — К.: А. С. С, 2001. — 32 с. — ISBN 966-7452-30-1
- Борис Ерофалов-Пилипчак. Архитектура имперского Киева. — К.: Изд. дом А. С. С, НИИТИАГ, 2000. — 192 с., ил. — ISBN 966-7452-22-0

### Избранные статьи
- Граду і Миру [Про «Будинок з Химерами» В. Городецького] // Культура і життя. — К., 1983, № 25 (2678), 19 червня. — С. 7.
- Зодчий і художник В. Городецький // Образотворче мистецтво. — К., 1984, № 3. — С. 18–20.
- Ерофалов Б. Л., Скибицкая Т. В.  Уроки одного музея: Музей древностей и искусств в Киеве // Строительство и архитектура. — К., 1988, № 8. — С. 24–25.
- Херсон: Восторжествует ли гениус лоци? // Строительство и архитектура. — К., 1989, № 2. — С. 4–7.
- XIX век и городская реконструкция // Строительство и архитектура. — К., 1990, № 10. — С. 18–20.
- Керч: На перехресті культур // Архітектура України. — К., 1993, № 2. — С. 14–19.
- Управление проектированием / Образовательная программа Сети методологических лабораторий // Вопросы методологии. — М., 1994, № 3–4. — С. 152–154.
- Город и регион: Местные и региональные нормативные системы // Понятие о городе / Под ред. А. П. Зинченко. — Тольятти: МАБиБД, 1994. — С. 79–124.
- Учебный предмет в идее нормальной школы // Проектирование нормальной школы / Под ред. С. Б. Крайчинской. — Тольятти: МАБиБД, 1994. — С. 53–57.
- Финансовое и хозяйственное проектирование в образовании // Метод: Вчера и сегодня. Тез. к Первому методологическому конгрессу. 22–23 марта . —  М., 1994. — С. 45–46.
- Главный архитектор [Интервью с Ю. И. Писковским] // А.С.С. — К., 1995, № 1. — С. 18–19. (Без указания авторства).
- Игорь Шпара [Интервью с председателем САУ] // А.С.С. — К., 1995, № 1. — С. 20–21. (Без указания авторства).
- Киевпроект [Интервью с И. П. Гордеевым] // А.С.С. — К., 1995, № 1. — С. 18–19. (Без указания авторства).
- Urban husbandry означает «приведение города в чувство» [Интервью с В. Л. Глазычевым] // А.С.С. — К., 1995, № 1. — С. 32–34. (Без указания авторства).
- НИИ теории и истории архитектуры и градостроительства [Интервью с Н. М. Дёминым] // А.С.С. — К., 1996, № 1. — С. 20–21. (Без указания авторства).
- Муниципализация: Традиции профессионализма  [Интервью с Т. М. Говоренковой]  // А.С.С. — К., 1996, № 1. — С. 12. (Без указания авторства).
- Юрий Паскевич [Интервью] // А.С.С. — К., 1996, № 1. — С. 16–17. (Без указания авторства).
- Евгений Асс о разном [Интервью с архитектором Е. В. Ассом] // А.С.С. — К., 1996, № 2. — С. 8–9. (Без указания авторства).
- Двенадцать правил разумного разговора // Вопросы методологии. — М., 1996. № 1–2. — C. 79. (Полемика на: Марача В. Г. Тринадцать принципов инквизиционного права в применении к интеллектуальной дискуссии // ВМ, 1994, № 3–4. — С. 69–75).
- Развитие планировочной структуры Киева в первой половине XIX века // Матвей Фёдорович Казаков и архитектура классицизма / Сб. науч. ст. НИИТИАГ / Под ред. Н. Ф. Гуляницкого. — М., 1996. — С. 135–141, 230–236, 239.
- Учебный предмет в идее нормальной школы // Проектирование нормальной школы-2 / Под ред. С. Б. Крайчинской. — Тольятти: МАБиБД, 1996. — С. 57–62.
- Главный архитектор города [Интервью с С. В. Бабушкиным] // А.С.С. — К., 1997, № 1. — С. 4–5. (Без указания авторства).
- Евгений Асс о разном — 2 [Интервью с архитектором Е. В. Ассом] // А.С.С. — К., 1997, № 1. — С. 14–15. (Без указания авторства).
- Муниципальное управление функция гражданского общества [Интервью с директором Института трансформации общества О. И. Соскиным] // А.С.С. — К., 1997, № 1. — С. 12–13. (Без указания авторства).
- Понятие об инвестициях // А.С.С. — К., 1997, № 2. — С. 26. (Под псевдонимом: Максимилиан Керог).
- Erofalow B. Architektura Kijowa: Zo inego? // Architektura Murator. — Warsawa, 1997, # 12. — S. 28–29.
- О конкурсе и частниках / Драма в пяти актах // А.С.С. — К., 1998, № 4. — С. 46–48. (Под псевдонимом: Артур Бум).
- Александр Кузьмин и его семь нот: Интервью с главным архитектором Москвы // А.С.С. — К., 1998, № 6. — С. 22–23. (Без указания авторства).
- Гипроград [Интервью с директором института Ю. Белоконем] // А.С.С. — К., 1998, № 6. — С. 24–25. (Без указания авторства).
- Імперія та місто, або Колізія стилів // Теорія та історія архітектури та містобудування / Зб. наук. праць. Вип. 2. — К.: НДІТІАМ, 1998. — С. 55–70.
- Австрия? Это рядом! [Из блокнота главного редактора] // А.С.С. — К., 1999, № 5. — С. 20–23.
- Визия [Манифест] / Гора: Два манифеста. Совместно с П. Бевзой // А.С.С. — К., 1999, № 5. — С. 49. (Под псевдонимом: Борис Є).
- Киев и вертикаль // А.С.С. — К., 1999, № 6. — С. 14–15. (Под псевдонимом: Артур Бум).
- Интервью городского головы Одессы Руслана Борисовича Боделана журналу А.С.С // А.С.С. — К., 2000, № 1. — С. 20–21. (Без указания авторства).
- 10 правил классицизма / 10 засад класицизму / 10 Rules of Classicism  [Концепция номера «Одесса / Классицизм»] // А.С.С. — К., 2000, № 1. — С. 8. (Под псевдонимом: Борис Є).
- Технология согласования проекта в г. Киеве [Схема-реконструкция] // А.С.С (ДОМ). — К., 2000, № 2. — С. 20–21. (Без указания авторства).
- Американская машина // А.С.С. — К., 2000, № 3. — С. 68–71. (Под псевдонимом: Борис Є).
- Символическая геометрия шахмат ФУДУ // А.С.С. — К., 2000, № 3. — С. 106–107.
- Вопросы журнала А.С.С городскому голове Днепропетровска Ивану Ивановичу Куличенко [Интервью] // А.С.С. — К., 2000, № 4. — С. 20–21. (Без указания авторства).
- Время Пост-Пост / Що таке постмодернізм? / Editorial [Концепция номера «Днепропетровск / Постмодерн] // А.С.С. — К., 2000, № 4. — С. 6–7. (Без указания авторства).
- Проектная фирма Дольник и Ко [Интервью с Александром Дольником] // А.С.С. — К., 2000, № 4. — С. 8–13. (Без указания авторства).
- Про-Вещь / Концепція Про-Річ / C&C Concept [Концепция каталога C&C] // А.С.С (C&C # 1). — К., 2000, № 4. — С. 14–15.
- Современная архитектура Киева: Другое // А.С.С. — К., 2000, № 6. — С. 12–15.
- Восточный вокзал Сантьяго Калатравы  // А.С.С. — К., 2001, № 4. — С. 58–61.
- Владика Софроній: Творець завжди «неблагонадійний» [Інтерв’ю] // А.С.С. — К., 2001, № 4. — С. 26–27. (Без зазначення авторства. Сумісно з О. Ненашевою).
- Финский дом // А.С.С (ДОМ). — К., 2001, № 5. — С. 32–33.
- Буа-Буше – альтернатива университетам  // А.С.С (C&C # 3). — К., 2001, № 6. — С. 38–41.
- Архитектура из Лондона: Stay light on your feet [Интервью с: Марс Пикин, Грехэм Хаворс, Айан Такетт, Алекс Лифшуц, Николас Гримшоу, Пол Линколн, Пол Хайет, Уоррен Джюкс] // А.С.С. — К., 2001, № 7. — С. 32–33, 58–63.
- Галерея современного искусства // А.С.С. — К., 2001, № 7. — С. 82–85. (Под псевдонимом: Роберт Авалон).
- Заграница: Из записной книжки // А.С.С. — К., 2001, № 7. — С. 96–97.
- Финляндия: Саноматало, издательство газеты Хельсингин Саномат // А.С.С. — К., 2001, № 7. — С. 74–75. (Под псевдонимом: Йо-Матти Бокала)
- Наш Иерусалим [Концепция номера «Средневековье / Старый Киев»] // А.С.С. — К., 2002, № 4. — С. 9.
- Площадь Независимости: Другой город [Интервью с А. Комаровским] // А.С.С. — К., 2002, № 4. — С. 19. (Авторство не указано).
- Португалия: Странная страна невыпитого портвейна // А.С.С. — К., 2002, № 4. — С.  54–58. (В соавторстве с А. Пучковым. Указаны псевдонимы: Бориш Торнадо, Андреаш Текила).
- Печерск Иосифа Каракиса // А.С.С. — К., 2002, № 6. — С. 46–47.
- Семь грехов Возрождения / Сім злочинів Ренессансу / Seven Evils of Renaissance [Концепция номера «Возрождение / Киево-Печерск»] // А.С.С. — К., 2002, № 6. — С. 7.
- Ерофалов Б., Ненашева Е. Глава Печерского района Киева Анатолий Андреевич Коваленко: О городе и о Печерске [Интервью] // А.С.С. — К., 2002, № 6. — С. 8–10.
- Печерськ: Духовне відродження [Інтерв’ю з намісником Києво-Печерської лаври єпископом Павлом] // А.С.С. — К., 2002, № 6. — С. 46–47. (Сумісно з О. Ненашевою).
- В краю Лютера и Гитлера: 21-й Конгресс Архитектуры // А.С.С. — К., 2002, № 8. — С. 52–58.
- Пролетарская классика Ивана Фомина в Киеве // А.С.С. — К., 2002, № 8. — С. 89–93.
- Советские генпланы города Киева // А.С.С. — К., 2002, № 8. — С. 26–29. (Под псевдонимом: Антон Мазафака).
- Семь тезисов о добре торговли / Купівля корелює з продажем як куля – з лузою / Market As a Sign [Концепция номера «Торговля / Магазинное строительство»] // А.С.С. — К., 2002, № 10. — С. 32–33.
- Композиция, или О непростом ремесле визуального благорасположения // Теорія та історія архітектури і містобудування: Зб. наук. пр. — К.: НДІТІАМ, 2002. Вип. 5. — С. 48–51.
- Ерофалов Б., Ненашева Е. Никита Лобанов-Ростовский: Я князь, могу дарить [Интервью] // А.С.С (C&C). — К., 2003, № 1. — С. 106–111.
- Пётр Маркман: Человек-клуб, или Просто Клубень [Интервью] // А.С.С (C&C). — К., 2003, № 1. — С. 40–47.
- Ерофалов Б., Ненашева Е. Мамонов vs Дали: Интервью с Игорем Дыченко // А.С.С. — К., 2003, № 2. — С. 94–97.
- Єрофалов Б., Ненашева О., Ходаковський Є. Явлєніє Миколи Голованя городу Луцьку [Інтерв’ю] // А.С.С. — К., 2003, № 2. — С. 88–91.
- Мэр Ильичёвска Валерий Яковлевич Хмельнюк: Я сам себе завидую! [Интервью] // А.С.С. — К., 2003, № 4. — С. 10–11.
- Речной симпосиум трех архитектурных академий [Интервью с Ю. Гнедовским, А. Кудрявцевым, А. Черниховым] // А.С.С. — К., 2003, № 5. — С. 18–19.
- Тацяк: Медитация как способ существования [Интервью с В. Тацяком] // А.С.С. — К., 2003, № 5. — С. 90–91.
- Лариса Скорик: А тому народу все пофіг… [Інтерв’ю] // А.С.С. — К., 2003, № 5. — С. 20–23.
- Ерофалов Б., Ненашева Е. Мамонов: Альтернатива — в деланьи себя [Интервью с П. Мамоновым] // А.С.С. — К., 2003, № 5. — С. 92–95.
- Киев и Независимость // Project Russia / Проект Россия. — М., 2003. № 4 (30). — С. 68–70.
- Сергей Бабушкин: Настоящий бум — впереди! [Интервью] // А.С.С (А+С). — К., 2004, № 1. — С. 84–85.
- Фантазёр Чернихов [Об архитекторе Якове Чернихове] // А.С.С (А+С). — К., 2004, № 1. — С. 22–64.
- Василь Присяжнюк: Головне — сталий розвиток столиці [Інтерв’ю з головним архітектором Києва] // А.С.С (А+С). — К., 2004, № 1. — С. 82–83.
- Ерофалов Б., Линда С., Ненашева Е. Куно Брулльман: Модульность и её пределы [Интервью с архитектором] // А+С (А.С.С). — К., 2004, № 3. — С. 83–89.
- Венеция: Рыба не первой свежести // А+С. — К., 2004, № 5. — С. 17–28.
- Архитектурно-строительный прецедент [Интервью подготовили: А. Погорелов, В. Моисеев] // Компаньон. — К., 2004, № 34 (27 августа – 2 сентября). — С. 22–26.
- Катарсис, или Померанчевая концепция Майдана // А+С (А.С.С). — К., 2004, № 6 / 2005, № 1. — С. 45–56.
- Регулярная перепланировка Киева как опыт преемственного преобразования городской структуры // Сучасні проблеми досліджень, реставрації та сбереження культурної спадщини / Сб. наук. пр. Вип. 1. — К.: ІПСМ АМУ, 2004. — С. 79–86.
- Архитектура неба и земли [Интервью со скульпторами А. Рыбачук и В. Мельничеко] // А+С (А.С.С). — К., 2005, № 3. — С. 33–47.
- О дымной прелести энтазиса [Концепция номера «Архитектурная органика»] // А+С (А.С.С). — К., 2005, № 3. — С. 10–11.
- Феерический Ава [Об архитекторе А. М. Милецком] // А+С (А.С.С). — К., 2005, № 3. — С. 14–32.
- Архитектурное бюро АБ [Интервью с архитекторами «Арт-Бля» М. Лабазовым, А. Савиным] // А+С (А.С.С). — К., 2005, № 4. — С. 73–83.
- Архитектурный буревестник России [Интервью с главным редактором «Архитектурного вестника» Д. Е. Фесенко] // А+С (А.С.С). — К., 2005, № 4. — С. 69.
- О фундаментальных предпосылках архитектуры [Интервью с архитектором Е. В. Ассом] // А+С (А.С.С). — К., 2005, № 4. — С. 41–51.
- Строить надо заново, но из наличного материала [Интервью с В. Л. Глазычевым] // А+С (А.С.С). — К., 2005, № 4. — С. 70–72.
- Ерофалов Б., Ненашева Е. «Проект Россия»: Взгляд в профессию [Интервью с Б. Голдхоорном и А. Муратовым] // А+С (А.С.С). — К., 2005, № 4. — С. 66–68.
- Друганов, который сидит на горе [О художнике-графике А. Друганове] // А+С. — К., 2005, № 6. — С. 12–15. (Без указания авторства).
- Рассуждение о высоте [Концепция номера «Архитектурная высота»] // А+С. — К., 2005, № 6. — С. 18–19.
- Городское строительное законодательство в формировании планировочной структуры Киева XIX — начала XX века // Сучасні проблеми дослідження, реставрації та збереження культурної спадщини / Сб. наук пр. Вип. 2. — К.: ІПСМ АМУ; ВД А+С, 2005. — С. 77–86.
- Концептуирование, или О том, как писать концепцию (Учись, студент!) [Концепция номера «Архитектурный облом»] // А+С. — К., 2006, № 1. — С. 18–19.
- Архитектурные обломы // А+С. — К., 2006, № 1. — С. 22–26. (Под псевдонимом: Боря Каннелюров-Выкружков).
- Несостоявшийся форум 1930-х, или Правительственная площадь в Киеве // А+С. — К., 2006, № 1. — С. 33–72.
- Руслан Кухаренко: Из НСАУ меня никто не исключал [Интервью] // А+С. — К., 2006, № 1. — С. 98–99.
- Украина это рядом, или Об уместности более пристального взгляда на восток [Доклад в Вероне, Италия] // А+С. — К., 2006, № 1. — С. 94–95.
- Херсон: Новые горизонты [Интервью с мэром города В. Сальдо] // А+С. — К., 2006, № 1. — С. 106.
- Послевоенная реконструкция Крещатика // А+С. — К., 2006, № 2. — С. 65–72. (Под псевдонимом: Артур Бум).
- Украинский стиль Анатолия Добровольского // А+С. — К., 2006, № 2. — С. 22–56.
- Художник и народ [Концепция номера «Архитектурный фолк»] // А+С. — К., 2006, № 2. — С. 18–19.
- Ерофалов Б., Кондель-Перминова Н. Украинский павильон: В поисках нац. идентичности [Интервью с Е. А. Тацием] // А+С. — К., 2006, № 2. — С. 57–64.
- Город русских моряков [Концепция номера «Архитектурный космополит»] // А+С. — К., 2006, № 3. — С. 18–19.
- Отцы города о новом генеральном плане Севастополя [Интервью с мэром С. Куницыным и председателем горсовета В. Саратовым] // А+С. — К., 2006, № 3. — С. 22–23. (Без указания авторства. Совместно с Е. Ненашевой).
- Парижане об Украине и архитектуре («Скульптуры общества») [Интервью с архитекторами Мануэлем Нуньесом-Яновским и Виктором Гвездой] // А+С. — К., 2006, № 4. — С. 144.
- Проблемы киевского градопланирования в 1910-е годы // Сучасні проблеми дослідження, реставрації та збереження культурної спадщини. Вип. ІІІ, ч. 2. — К.: ІПСМ; ВД А+С, 2006. — С. 47–54.
- Колизей, гарпастум, или Что такое стадион // А+С. — К., 2007, № 1. — С. 112–121.
- Єрофалов Б., Art-Маша (Фірсова М.) Скрипка – вперед! [Інтерв’ю з Олегом Скрипкою] // А+С. — К., 2007, № 1. — С. 134–135.
- Архитектор Алёшин: Viva academia! // А+С. — К., 2007, № 2. — С. 97–102.
- Каменщик [Концепция номера «Камень архитектуры»] // А+С. — К., 2007, № 2. — С. 10–11.
- Майский Ханс ван Беек // А+С. — К., 2007, № 2. — С. 49–95. (Без указания авторства. Совместно с Е. Ненашевой).
- Святые камни Каппадокии [К фоторепортажу В. Козлова] // А+С. — К., 2007, № 2. — С. 14–23. (Под псевдонимом: Артур Бум).
- Двери Гадарамета // А+С. — К., 2007, № 3. — С. 118–127.
- Тектон [Концепция номера «Деревянный архитектор»] // А+С. — К., 2007, № 3. — С. 10–11.
- Глаss архитектуры [Концепция номера «Глаss архитектуры»] // А+С. — К., 2007, № 4. — С. 10–11.
- Киев ждет праздник архитектуры [Интервью с архитектором С. В. Бабушкиным] // А+С. — К., 2007, № 4. — С. 18–19.
- Круглый стол А+С «Провокация в архитектуре»: Дятлы строят, потому что не строить не могут. // Альманах ArtZone. — Одесса: ВЦ Одесский дом, 2007. — С. 36–37.
- Несостоявшийся форум 1930-х, или Правительственная площадь в Киеве  // Региональные проблемы архитектуры и градостроительства. Сб. научн. трудов ОГАСА. Вып. 9–10. — Одесса, 2007. — С. 102–122.
- Символы архитектуры [Балка. Крыша. Купол] // А+С. — К., 2008, № 1. — С. 162–167.
- Ерофалов Б., Ковальчук И. О металле, городе Асуане и стране Украине [Интервью с конструктором И. Н. Лебедичем] // А+С. — К., 2008, № 1. — С. 186–205.
- Испания: Четыре сюжета о керамике // А+С. — К., 2008, № 2. — С. 120–131.
- О прахе земном и нетленности терракотовой [Концепция номера «Керамика в архитектуре»] // А+С. — К., 2008, № 2. — С. 10–11.
- Символы архитектуры II [Арка, Дверь, Окно] // А+С. — К., 2008, № 2. — С. 184–189.
- Ерофалов Б., Ковальчук И. Владимир Смирнов: Реконструкция vs Реставрация [Интервью с архитектором] // А+С. — К., 2008, № 2. — С. 48–65. (Совместно с Е. Ненашевой).
- 25 бетонов [Концепция номера «Бетон архитектуры»] // А+С. — К., 2008, № 3. — С. 10–11.
- Символы архитектуры IΙI [Колонна и Фуст] // А+С. — К., 2008, № 4. — С. 218–224.
- Ерофалов Б., Целовальник С. Сью: Sustanable development і великі можливості [Интервью с архитектором Гаэтаном Сью] // А+С. — К., 2008, № 4. — С. 246–247.
- Культура мегаполиса vs Городская среда: Тезисы сомневающегося / Городская культура и среда метрополии. К 10-летию Харьковского Клуба. Тезисы международной конференции. — Харьков, 28–30.10.2008. — С. 27.
- Архитектор Александр Дольник // А+С. — К., 2009, № 1. — С. 12–111.
- Символы архитектуры ΙV [Обелиск и Площадь] // А+С. — К., 2009, № 1. — С. 128–145.
- Об Асееве. Предисловие к ретроспективе // А+С. — К., 2009, № 2–3. — С. 188–189.
- Символы архитектуры V [Башня и Ярус] // А+С. — К., 2009, № 2–3. — С. 186–187.
- Храм, или Об устройстве сакральной машины [Концепция номера «Сакральная архитектура»] // А+С. — К., 2009, № 2–3. — С. 6–7.
- Эскориал как математически точное обращение короля к Богу // А+С. — К., 2009, № 2–3. — С. 10–25.
- Правило и традиция, или Об устойчивом развитии города в конце ΧΙΧ — начале XX века (на примере Киева) // Сучасні проблеми дослідження, реставрації та збереження культурної спадщини / Сб. наук пр. Вип. 6. — К.: ІПСМ АМУ, 2009. — С. 43–58.
- Аванплощадь на фоне Святой Софии // А+С. — К., 2010, № 1–2. — С. 110–123.
- Закон руин, или Экотектура [Концепция номера «Архитектурная панорама»] // А+С. — К., 2010, № 1–2. — С. 6–7.
- Киев: Архитектура возвращается [Интервью с главным архитектором города С. А. Целовальником] // А+С. — К., 2010, № 1–2. — С. 8–12.
- Храм, или Об устройстве сакральной машины // Сучасні проблеми дослідження, реставрації та збереження культурної спадщини / Сб. наук пр. Вип. 7. — К.: ІПСМ АМУ, 2010. — С. 39–46.
- Эскориал как математически точное обращение короля к Богу // Сучасні проблеми дослідження, реставрації та збереження культурної спадщини / Сб. наук пр. Вип. 7. — К.: ІПСМ АМУ, 2010. — С. 47–69.
- Десять заповедей [Концепция номера «Архитектор Серёгин»] // А+С. — К., 2011, № 1. — С. 63.
- Спорт и архитектура Юрия Серёгина // А+С. — К., 2011, № 1. — С. 4–58.
- Андреевский крест и храм на горе // А+С. — К., 2011, № 2–3. — С. 138–141. (Под псевдонимом: Абрам Многомудер).
- Андреевский спуск: Модернизация vs Реставрация [Концепция номера «Архитектурный узвоз»] // А+С. — К., 2011, № 2–3. — С. 4–5.
- Ерофалов Б., Ненашева Е. Пространство средневекового Киева [Интервью с архитектором А. И. Кутовым] // А+С. — К., 2011, № 2–3. — С. 76–85.
- gmp: Стадионы, корабли и архитектура [Интервью с архитектором Ф. Маргом] // А+С. — К., 2012, № 1–2. — С. 10–17.
- Архитектурные манифесты // А+С. — К., 2012, № 3–4. — С. 6.
- Архитектурный атлас Киева // А+С. — К., 2012, № 3–4. — С. 32–115.
- Если бы директором был я [Концепция номера «Архитектурный атлас Киева»] // А+С. — К., 2012, № 3–4. — С. 2–3.
- Неотектонизм [Манифест] // А+С. — К., 2012, № 3–4. — С. 8–9.
- О возвращении архитектуре базовых ценностей [Декларация] // А+С. — К., 2012, № 3–4. — С. 6. (Совместно с П. Маркманом, В. Никитиным. Под псевдонимом: Некто Еромарник).
- Ерофалов Б., Шалыгин А. Римский Киев, или Сastrum Azagarium на Киево-Подоле // А+С. — К., 2012, № 3–4. — С. 126–149.
- Yunakov | Architecture | Construction [Интервью с С. Юнаковым] // А+С. — К., 2012, № 3–4. — С. 212–215.
- «Понятно, что это очень дорого. Но Киев этого достоин» [Интервью записано Вит. Ченским] // Компаньон. — К., 2012, № 17–18 (27 апреля – 10 мая). — С. 20.
- Містобудівний розвиток Києва // Забудова Києва доби класичного капіталізму, або Коли і як місто стало європейським. Розд. ІІ / За заг. ред. М. Б. Кальницького, Н. М. Кондель-Пермінової. — К.: Варто, 2012. — С. 41–62.
- Тэтчер нашей архитектуры // Наталія Борисівна Чмутіна: Життєвий та творчий шлях архітектора / Упоряд. О. Мазніченко. — К.: Адеф-Україна, 2012. — С. 235–237.
- Вештак: Графическая жизнь пространства [О художнике В. Вештаке] // А+С. — К., 2013, № 1–2. — С. 232–235. (Без указания авторства).
- Рецепт: Избегать жирного [Интервью с архитектором Е. В. Ассом] // А+С. — К., 2013, № 1–2. — С. 184–187.
- Сербия: Страна дежавю // А+С. — К., 2013, № 1–2. — С. 192–205. (Под псевдонимом: Борис Ерофалов-Задунайский).
- Филип Джонсон vs Мис ван дер Роэ // А+С. — К., 2013, № 1–2. — С. 116–123. (Без указания авторства).
- Грузия: Жизнь это счастье, да? // А+С. — К., 2013, № 3–4. — С. 114–123. (Совместно с Е Ненашевой).
- На смерть Дольника [Псалом] // А+С. — К., 2013, № 3–4. — С. 135.
- Некий Лакридоза // А+С. — К., 2013, № 3–4. — С. 124–125. (Под псевдонимом: Дошол-Ли Ондовас).
- Киев: Мать… и Отец, и Дух святый [Концепция номера «Майдан / Архихит»] // А+С. — К., 2014, № 1. — С. 2–3.
- Ненашева Е., Ерофалов Б. Архитектор Эдуард Бильский — лауреат [Интервью] // А+С. — К., 2014, № 1. — С. 10–17.
- География Майдана: День за днём // А+С. — К., 2014, № 1. — С. 18–45.
- Ерофалов Б., Заика А. Межигрье: От «Хонки» к Национальному парку // А+С. — К., 2014, № 1. — С. 54–63.
- Валерий Кныш: Причуды архитектора // А+С. — К., 2014, № 1. — С. 74–77. (Под псевдонимом: Эльза Дихтип-Трихтип, искусствовед).
- Домик на сосне [О даче А. П. Зинченко] // Огородник. — К., 2014, № 10. — С. 59.
- Архитектурная езда [Концепция номера «Архитектурный съезд»] // А+С. — К., 2014, № 3–4. — С. 2–3.
- Из Киева в Константинополь, или Водораздел Европы // А+С. — К., 2014, № 3–4. — С. 18–45.
- То бути Львову містом-садом! [Інтерв’ю з міським головою Львова А. Садовим] // А+С. — К., 2015, № 1–2. — С. 4–7.
- Головний архітектор міста [Інтерв’ю з Ю. Чаплінським] // А+С. — К., 2015, № 1–2. — С. 8–11.
- Гений места: Вид с крыши Нотр-Дам // А+С. — К., 2015, №. 1–2. — С. 12–29. (Под псевдонимом: Альфа Витов).
- Автентично феєрично [Рецензія на: Гвара. Автентична львівська абетка. Львів, 2012 ] // А+С. — К., 2015, №. 1–2. — С. 92. (Під псевдонімом: Борко Єрко).
- Украинский проект: ретро- и проспектива [Интервью с Олегом Соскиным] // А+С. — К., 2015, №. 1–2. — С. 94–99.
- Символы архитектуры V [Место: Стена (4) — Лестница (7) — Основание (12)] // А+С. — К., 2015, №. 1–2. — С. 108–127.
- Императивный мандат, или О том, как звучать городу // А+С. — К., 2015, №. 1–2. — С. 128–133.
- Украинская академия русского языка имени Владимира Даля АКРОС, или Институт Владимира Даля [Декларация] // А+С. — К., 2015, №. 1–2. — С. 134. (Без указания авторства).
- Azbuka: Новый русский алфавит // А+С. — К., 2015, №. 1–2. — С. 135–137.
- Відверта графіка архітектора Селезінки // А+С. — К., 2015, №. 1–2. — С. 92. (Під псевдонімом: Франц Лемберг).
- Велимир и дома: 100 лет // А+С. — К., 2015, №. 1–2. — С. 140. (Под псевдонимом: Елена Мирошниченко).
- Главный архитектор — это свободный человек! [Интервью с экс-главным архитектором Ужгорода П. Сарвашем] // А+С. — К., 2016, №. 1–2. — С. 6–9.
- Успешный город [Интервью с главным архитектором Черноморска С. Протопоповым] // А+С. — К., 2016, №. 1–2. — С. 9–14.
- У города есть перспективы [Интервью с главным архитектором Одессы А. Головановым] // А+С. — К., 2016, №. 1–2. — С. 15–19.
- Главный архитектор? // А+С. — К., 2016, №. 1–2. — С. 31. (Под псевдонимом: Ираклий Богобоязов).
- Єрофалів-Пилипчак Б. Нова українська абетка [Про перехід з кирилиці на латиницю] // А+С. — К., 2016, №. 1–2. — С. 184–185.
- Шахматы 2015 // А+С. — К., 2016, №. 1–2. — С. 186–189.
- Антишахматы, или Тринитичесс // А+С. — К., 2016, №. 1–2. — С. 190–193.
- Вільна людина в національному ландшафті [Рецензія на книгу: І. Семесюк. Щоденник україножера. К., 2014] // А+С. — К., 2016, №. 1–2. — С. 205–206. (Під псевдонімом: Богдан Комужарко, Київенерго).
- Межигір’я Анатолія Заїки // А. І. Заїка. На тлі межигірських круч: Забуті сторінки історії Києво-Межигір’я [Передмова] — К.: А+С. — С. 8–25.
- В стране контрабандистов и хлеборобов [Концепция номера «Архитектор Вадим Жежерин»] // А+С. — К., 2016, №. 3–4. — С. 2.
- Річ Ляшка на Погоджувальній раді 11.07.2016. // А+С. — К., 2016, №. 3–4. — С. 3. (Без зазначення автора).
- Город и запах (Мануэль и Заха) // А+С. — К., 2016, №. 3–4. — С. 26-39.
- Людмила Шаринова // А+С. — К., 2016, №. 3–4. — С. 74-75.
- К новой архитектурной топологии  [О своей книге «Символы архитектуры…», К., 2016] // А+С. — К., 2016, №. 3–4. — С. 160-167.
- Питер 2016: война, безработица, ноябрь // А+С. — К., 2016, №. 3–4. — С. 168-169. (Под псевдонимом: Зореслав Байдюк, стоматехник).
- Сто фильмов архитектора // А+С. — К., 2016, №. 3–4. — С. 170-175.
- К исторической топографии Киева // Сучасні проблеми архітектури та містобудування: Наук.-техн. збірник КНУБА. — К., 2016. — С. 269–277.
- З історії Спілки архітекторів України // А+С. — К., 2017, №. 1–2. — С. 6-23.
- О Боге, разуме и неразумии [Рецензия на книгу: Каунов С. Я. Верующий в бога – еще не Homo sapiens. К., 2017] // А+С. — К., 2017, №. 1–2. — С. 160-161. (Под псевдонимом: Апубексарь Евлисков).
- Псалом на смерть архитектора // А+С. — К., 2017, №. 1–2. — С. 270-271.
- Про Учителя. Передмова до бібліографічного покажчика // Асєєв Юрій Сергійович (1917-2005) / Уклад. О. В. Углова — К.: ДНАББ ім. В. Г. Заболотного, 2017. — С. 7–8.
- Иеротопия, или Новая архитектура для нашей планеты [Концепция номера «Иеротопия»] // А+С. — К., 2017, №. 3–4. — С. 2–5.
- Маноло-75: Блиц среди лета [Интервью с архитектором Мануэлем Нуньес-Яновским] // А+С. — К., 2017, №. 3–4. — С. 74–113.
- Маленькая революция, или 4 квартала // А+С. — К., 2017, №. 3–4. — С. 114–119.
- 4 квартала: Где это? [Интервью с архитектором Леонидом Морозом] // А+С. — К., 2017, №. 3–4. — С. 120–133.
- Перестройка на углу Юрковской и Константиновской [Интервью с архитектором Юрием Шалацким] // А+С. — К., 2017, №. 3–4. — С. 134–181.
- Когда площадь становится Майданом // А+С. — К., 2017, №. 3–4. — С. 191–193.
- Площади Ерофалова // А+С. — К., 2017, №. 3–4. — С. 194–199.
- Хазарский город // А+С. — К., 2017, №. 3–4. — С. 200–201.
- Город Минск: Лангбард vs Ломбард // А+С. — К., 2017, №. 3–4. — С. 270–287.
- Музіка: 100 имён // А+С. — К., 2017, №. 3–4. — С. 302–309. (Под псевдонимом: Садисьга Довай).
- Шаг в запределье: Метатектура или Иеротопия? [Рецензия на книгу: В. Никитин, Ю. Чудновский. Метатектура. К., 2016] // А+С. — К., 2017, №. 3–4. — С. 357–360.
- Киевский ландшафт или киевский брудершафт? [Концепция номера «Київ та його ландшафт»]  // А+С. — К., 2018, №. 1–2. — С. 2–3.
- Панорама города Киева: вид с горы Щекавицы // А+С. — К., 2018, №. 1–2. — С. 34–53.
- Исторический ландшафт Киева // А+С. — К., 2018, №. 1–2. — С. 64–93.
- Молитва за Україну, за білоруське Вішнево та весь Світ // А+С. — К., 2018, №. 1–2. — С. 102 –104. (Під псевдонімом: Борко Єрко).
- Пепел Муратова стучит в его… [Рецензия на книгу: А. Ипполитов. Особенно Ломбардия. Образы Италии XXI. М., 2012] // А+С. — К., 2018, №. 1–2. — С. 124–126. (Под псевдонимом: Идига Това).
- Об идиотах, архитектуре и пружинах: Перечитывая доктора Ломброзо // А+С. — К., 2018, №. 1–2. — С. 126–128. (Под псевдонимом: Лиза Фарион).
- Сквозь мутные воды [Рецензия на книгу: А. В. Босенко. Ходы. Шестая. Пасторальная. К., 2017] // А+С. — К., 2018, №. 1–2. — С. 129–130. (Под псевдонимом: Апубексарь Евлисков).
- Богдан Ігор Серьожа  [Рецензія на книгу «Антонич від А до Я». Львів: ВСЛ, 2017] // А+С. — К., 2018, №. 1–2. — С. 137. (Під псевдонімом: Борко Єрко).
- АСplus: История создания одного шрифта  // А+С. — К., 2018, №. 1–2. — С. 138–147.
- Художник Никитин и архитектурная школа // А+С. — К., 2018, №. 1–2. — С. 148–152.
- Re-Архітектура [Концепція номера «Архітектура і Революція»]  // А+С. — К., 2018, №. 3–4. — С. 2–3.
- Архитектура и Революция // А+С. — К., 2018, №. 3–4. — С. 92–133.
- Три украинских монастыря [Унивская Успенская лавра, Густынский Троицкий монастырь, Елецкий Успенский монастырь в Чернигове] // А+С. — К., 2018, №. 3–4. — С. 150–151. (Под псевдонимом: Эней Козьмич).
- Три церкви в городе [Екатерининская, Пятницкая и Успенский собор в Чернигове; Рождества Богородицы, Св. Николая и Спасо-Преображенский собор в Прилуках; Каплица Трёх Святителей, собор Св. Юра и Армянский собор во Львове] // А+С. — К., 2018, №. 3–4. — С. 152–165.
- Architecture parlante Клода-Николя Леду [Рецензия на книгу: Леду К.-Н. Архитектура, рассмотренная в отношении к искусству, нравам и законодательству. Екатеринбург, 2003] // А+С. — К., 2018, №. 3–4. — С. 166–167. (Под псевдонимом: Апубексарь Евлисков).
- И богу свечка, и черту кочерга [Рецензия на книгу: Достоевский Ф. Бесы: Роман. Л., 1989] // А+С. — К., 2018, №. 3–4. — С. 168–170. (Под псевдонимом: Борис Толстоевский).
- И снова Культура Два? [Рецензия на книгу: Паперный В. Культура «Два». М., 1996] // А+С. — К., 2018, №. 3–4. — С. 170–171. (Под псевдонимом: Абрам Многомудер).
- Киев и Лондон о сталинской Москве [Рецензия на фильм: «Смерть Сталина», реж. А. Ианнуччи, 2017] // А+С. — К., 2018, №. 3–4. — С. 172–173. (Под псевдонимом: Малхаз Джаджанидзе).